# Análise térmica
A análise térmica é definida como “o estudo da relação entre uma propriedade da amostra e sua temperatura, enquanto a amostra é aquecida ou resfriada de maneira controlada”.   Esta definição foi aprovada em 2006 pelo International Confederation for Thermal Analysis and Calorimetry (ICTAC). 
A análise térmica é aplicada a uma grande variedade de materiais e para o desenvolvimento de uma enorme diversidade de estudos. É difícil encontrar uma área da ciência e da tecnologia em que as técnicas termoanalíticas não foram ou não podem ser aplicadas.
Dentro da análise térmica as técnicas mais conhecidas são: termogravimetria (TGA), Termogravimetria Derivada (DTG); calorimetria exploratória diferencial (DSC); análise dinâmico-mecânica (DMA). Além delas temos outras técnicas:  Análise Térmica Diferencial (DTA), Análise Termomecânica (TMA) e Análise de Gás Envolvido (EGA).

## Histórico
Ao se estudar o desenvolvimento dos métodos termoanalíticos, chama a atenção o fato dessa evolução ter sido lenta, embora os fundamentos teóricos já se encontrassem solidamente estabelecidos desde os fins do século XIX (termodinâmica clássica), só se acelerando a partir da segunda metade do século XX. 
As técnicas de análise térmica começaram a ser inventadas e estabelecidas desde o início do século XX, os trabalhos iniciais foram resultado do esforço isolado de alguns grupos pesquisadores que empregavam a instrumentação rudimentar idealizada e construída em seus próprios laboratórios.

## Análise térmica atualmente
O campo da Análise Térmica tem crescido muito e seu crescimento pode ser avaliado pelo número de publicações que aparecem na literatura. Antes de 1960-1970 os trabalhos em análise térmica eram pulicados em um grande número de periódicos científicos internacionais. No ano de 1969 foi fundado em Budapeste (Hungria) o Journal of Thermal Analysis, tendo como editores Buzagh e Simon. A partir de 1998 passou a se chamar Journal of Thermal Analysis and Calorimetry. Em 1970. Wedlandt fundou o Thermochimica Acta. Tais periódicos, editados mensal e quinzenalmente, respectivamente.
Vários estudos relacionados à aplicação da termogravimetria (TGA) e calorimetria exploratória diferencial (DSC) na caracterização, avaliação de pureza, compatibilidade de formulação farmacêutica, identificação de polimorfismo, estabilidade e decomposição térmica de fármacos e cosméticos encontram-se descritos na literatura.
A TGA é utilizada para medir a variação de massa em função da temperatura em uma atmosfera controlada sob um programa de aquecimento. Para fins farmacêuticos/cosméticos, seu uso é descrito na caracterização, determinação de pureza e de umidade, identificação de pseudopolimorfismo, na avaliação da estabilidade de fármacos e cosméticos e em estudos de cinética de degradação. 
A DSC é utilizada para medir a diferença de energia entre uma amostra e um material de referência em função de um programa de aquecimento ou resfriamento sob atmosfera controlada. Na área farmacêutica e de cosmético é utilizada na caracterização térmica; determinação da pureza; estudos de compatibilidade entre os constituintes da formulação; identificação de polimorfismo com determinação das entalpias de cada forma cristalina; estabilidades, temperatura de fusão e cristalização; calor de fusão e de cristalização, bem como na determinação da temperatura de transição vítrea.

## Termogravimetria
A termogravimetria (TGA) é uma técnica da análise térmica na qual a variação da massa da amostra (perda ou ganho) é determinada em função da temperatura e/ou tempo, enquanto a amostra é submetida a uma programação controlada de temperatura. Esta técnica possibilita conhecer as alterações que o aquecimento pode provocar na massa de substâncias, permitindo estabelecer a faixa de temperatura em que elas adquirem composição química fixa, definida e constante, a temperatura em que começam a decompor, acompanhar o andamento de reações de desidratação (perda de umidade), oxidação, combustão, decomposição, etc.
Os experimentos para se avaliar as variações de massa de um dado material em função da temperatura são executados mediante uma termobalança (associação forno-balança), que deve permitir o trabalho sob as mais variadas condições experimentais (diferentes atmosferas gasosas e massa de amostra, variadas razões de aquecimento e/ou condições isotérmicas em temperaturas específicas, etc).
As curvas geradas fornecem informações quanto à estabilidade térmica da amostra, à composição e à estabilidade dos compostos intermediários e do produto final. Obviamente que, durante os processos térmicos, a amostra deve liberar um produto volátil devido a processos físicos ou químicos, tais como desidratação, vaporização, dessorção, oxidação, redução entre outros; ou deve interagir com o gás da atmosfera atuante no interior do forno resultando em processos que envolvam ganho, tais como: absorção, oxidação de ligas ou metais e óleos, etc. 
As variações de massa podem ser determinadas quantitativamente, enquanto outras informações obtidas a partir de uma curva de TGA são de natureza empírica, visto que as temperaturas dos eventos térmicos são dependentes de parâmetrosEssas curvas são denominadas curvas termogravimétricas ou, simplesmente, curvas de TGA. Alguns termos como curva termólise, curva pirólise, termograma, termogravigrama são rejeitados pela International Confederation for Thermal Analysis and Calorimetry (ICTAC). As curvas de TGA podem e devem ser derivadas (primeira) registrando-se a DTG (termogravimetria derivada) que fornece informações da derivada primeira da variação da massa em relação ao tempo (dm/dt) ou em função da temperatura (dm/dT), conforme equação (2):
```
              dm/dt = ƒ (T ou t)         (2) vai 
```

Deve ser compreendido que uma curva DTG, obtida matematicamente ou registrada diretamente, não contém mais informações do que uma curva TGA integral, obtida sob as mesmas condições experimentais. Ela, simplesmente, apresenta os dados de uma forma diferente. Cada pico da derivada corresponde a uma etapa de degradação/decomposição do sistema, assim, é possível conhecer em quantas etapas de degradação ocorre o processo de decomposição de um dado material, que por sua vez está intimamente relacionado com a formulação do mesmo. Portanto, pode-se inferir que materiais que possuam o mesmo número de etapas de decomposição nas mesmas temperaturas possuem formulações semelhantes entre si, sendo o contrário também verdadeiro.
As Figuras 1 e 2 apresentam curvas típicas teóricas da decomposição térmica de um material, tanto a TGA como a DTG. Ti representa a menor temperatura em que pode ser detectado o início da variação de massa para um determinado conjunto de condições experimentais e Tƒ é a menor temperatura que indica que o processo responsável pela variação de massa foi concluído. 

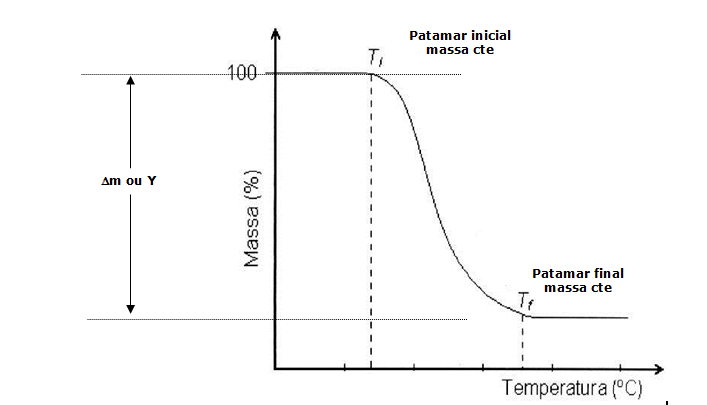
Figura 1: Curva teórica da decomposição térmica de um material. AnalisesTermicas.com.br

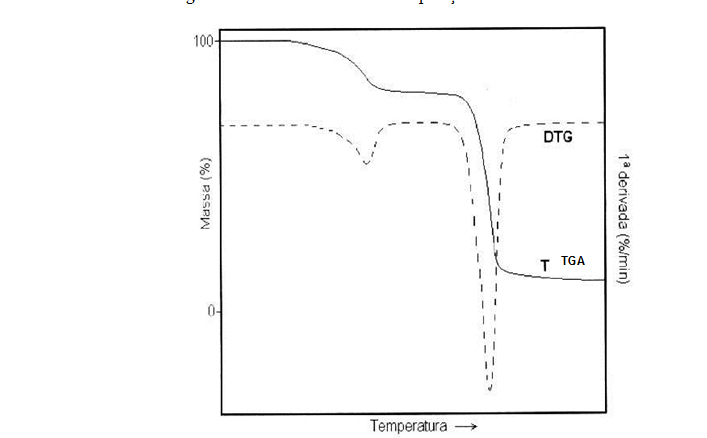
Figura 2: Curva teórica da decomposição térmica de um material: TGA – curva termogravimétrica e DTG – derivada da curva TGA. AnalisesTermicas.com.br

## DSC
O equipamento de DSC mede a variação de energia entre a amostra e uma determinada referência em função da temperatura e/ou tempo, enquanto a amostra é submetida a uma programação controlada de temperatura. Os eventos térmicos que geram modificações em curvas de DSC podem ser basicamente transições de primeira e de segunda ordem. As transições de primeira ordem apresentam variações de entalpia – endotérmica ou exotérmica – e dão origem à formação de picos. 
Exemplos característicos são a transição vítrea e relaxações de tensões térmicas da cadeia polimérica.Existem, basicamente, dois tipos de equipamentos de calorimetria exploratória diferencial: o DSC que trabalha com o princípio de operação de compensação de potência e o DSC que possui a operação baseada no princípio de fluxo de calor. Incondicionalmente, as grandezas físicas obtidas dos testes realizados em quaisquer dos tipos de instrumentos são as mesmas, como mostra a Figura 3.

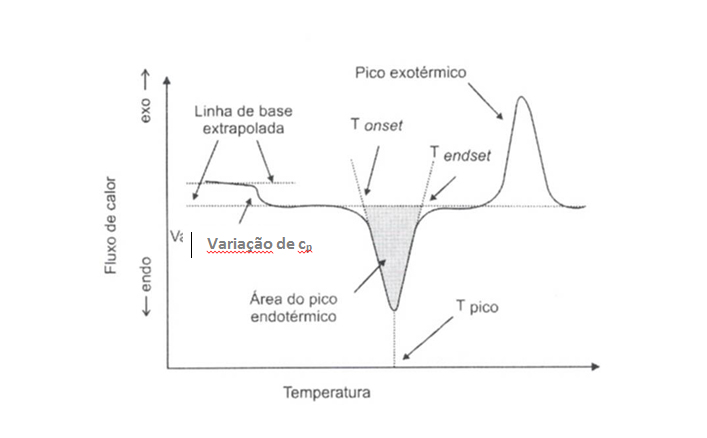
Figura 3: Tipos de eventos térmicos registrados pelo DSC AnalisesTermicas.com.br

A temperatura de transição vítrea (Tg) é definida como sendo a temperatura na qual um material amorfo ou semi-cristalino passa de um estado vítreo para um estado elastomérico ou borrachoso . Este importante efeito térmico é caracterizado como uma transição termodinâmica de segunda ordem e encontra-se relacionado com a temperatura na qual as macromoléculas adquirem maior grau de liberdade, passando de um estado vítreo para um estado borrachoso com um maior grau de mobilidade nas cadeias poliméricas; porém, sem mudanças estruturais, ou seja, sem mudança de estado físico do material. A Tg pode ser medida por DSC e é caracterizada pela mudança endotérmica da linha base com alteração do calor específico do material .
Uma das formas de avaliação das propriedades viscoelásticas de polímeros é o método que correlaciona a frequência com que um material é solicitado com as transições térmicas dos mesmos, a partir da obtenção de curvas de módulos em função do tempo ou temperatura medidas por DMA (Dynamic Mechanical Analysis) ou também denominado DMTA ou DMS. No último encontro do ICTAC (International Confederation for Thermal Analysis and Calorimetry) que ocorreu em 2006 ficou definido que a sigla normatizada para descrever a técnica passa a ser DMA.
A técnica de análise térmica dinâmico-mecânica é muito utilizada em caracterizações de polímeros a partir da detecção de processos de relaxação, tanto no nível macroscópico quanto molecular por apresentar maior sensibilidade quando comparada a outras técnicas convencionais de análise térmica, como a calorimetria exploratória diferencial ou a análise termomecânica. Desta forma, é possível utilizar esta técnica para determinar transições físico-químicas que envolvem pequenas quantidades de energia e que são normalmente imperceptíveis. Uma das aplicações mais utilizadas para o equipamento de DMA é a determinação da temperatura de transição vítrea (Tg), cuja vantagem sobre outras técnicas reside no método direto de medição, que permite determinar transições secundárias relacionadas à relaxação de grupos laterais da cadeia polimérica e a temperatura de fusão cristalina de polímeros semicristalinos (Tm).
A técnica dinâmico-mecânica fornece informações sobre o módulo de armazenamento (E’), também chamado de módulo de rigidez dinâmico, o módulo de perda (E’’) e a tangente do ângulo de defasagem (tan  = E’’/E’), também chamado de amortecimento mecânico ou atrito interno. A correlação entre essas propriedades permite levantar dados dos materiais como cristalinidade ou grau de cura, orientação, massa molar, propriedades como tenacidade, resistência ao impacto, rigidez, envelhecimento e tempo de vida sob fadiga..
Para polímeros amorfos, o comportamento dinâmico-mecânico na região de transição vítrea, pode variar de um comportamento típico de materiais rígidos para o de um material elastomérico e seu módulo pode variar, em média, de 103 a 104 Pa.  Com isto, pode-se observar, então, nesta região: 
1. a diminuição do módulo de armazenamento (E’);
2. aumento do módulo de perda (E”);
3. o aumento do amortecimento mecânico ou atrito interno em um sistema viscoelástico (tan δ)[14][18].

O módulo de perda (E”) apresenta um máximo em temperatura um pouco menor do que o máximo de atrito interno (tan δ). O máximo de dissipação de calor por unidade de deformação ocorre na temperatura em que E” é máximo. Esta temperatura, a 1Hz de frequência, está próxima ao valor de temperatura de transição vítrea determinada por outros métodos, como por exemplo o DSC.
Assim, para a análise da temperatura de transição vítrea (Tg) de um polímero ou de um compósito polimérico deve determinar a Tg por 3 métodos segundo a norma ASTM E 1640  e a ASTM D 7028 : o valor da Tg obtido a partir da temperatura de onset na curva de E’, do ponto máximo do pico para E’’ e do pico máximo de tan δ. No entanto, o E’ é mais conservativo, portanto, este é o valor geralmente utilizado na indústria aeronáutica, enquanto que a Tg obtida pelo pico do tan delta é mais utilizada para outros tipos de indústrias e um dos mais aceitos na literatura.
A Tg obtida pelo onset da curva de E’, é determinada a partir da interseção de duas retas tangentes ao módulo de armazenamento (E’). A primeira linha tangente (linha A ou TA) é selecionada a partir de um ponto, na escala de temperatura antes da transição e a segunda linha tangente (linha B ou TB) é construída a partir do ponto de inflexão (Figura 4). 

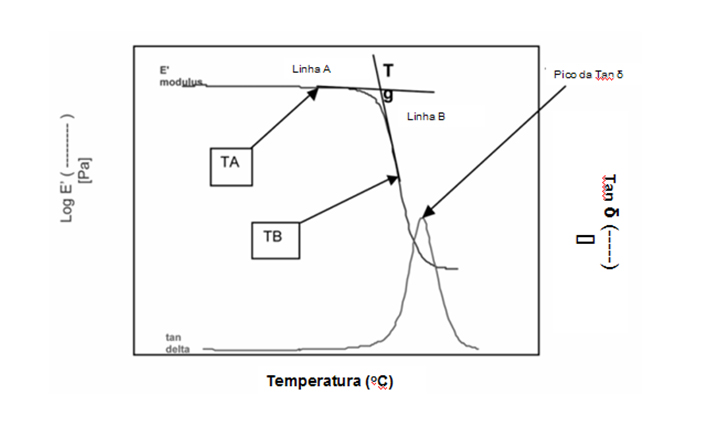
Figura 4: Determinação da Tg em DMA de acordo com a norma ASTM D 7028 AnalisesTermicas.com.br

.